# هازیگانج
هازیگانج (به لاتین: Haziganj) یک منطقهٔ مسکونی در بنگلادش است که در ناحیه چاندپور واقع شده‌است. هازیگانج ۱۸۹٫۹ کیلومتر مربع مساحت و ۲۵۴٬۰۵۷ نفر جمعیت دارد.